# Dodecàgon
En geometria, un dodecàgon és un polígon de dotze costats i, per tant, de dotze vèrtexs.
El nom "dodecàgon" prové del grec antic dodecagon, de dodeca "dotze" + gon "angle".
Els angles interns d'un dodecàgon sumen 1800º.

## Dodecàgon regular
Un dodecàgon és regular quan tots els seus costats i angles tenen la mateixa mesura. Els angles interiors d'un dodecàgon són de 1800º / 12 = 150º.
El dodecàgon regular és construïble amb regle i compàs.
El símbol de Schläfli és {12} i pot ser construït com un hexàgon truncat, t{6}, o un triangle doblement truncat, tt{3}.

### Perímetre
El perímetre d'un dodecàgon regular de costat {\displaystyle L} és
{\displaystyle P=12\cdot L}
O bé, en termes del circumradi {\displaystyle r} és
{\displaystyle {\begin{aligned}P&=24r\tan \left({\frac {\pi }{12}}\right)=12r{\sqrt {2-{\sqrt {3}}}}\\&\simeq 6.21165708246\,r\end{aligned}}}

### Àrea
L'àrea d'un dodecàgon regular de costat {\displaystyle L} és
{\displaystyle A={\frac {3\cdot L^{2}}{\tan({\frac {\pi }{12}})}}=L^{2}\cdot (6+3{\sqrt {3}})\simeq 11,1962\ L^{2}}
O bé, en funció de l'apotema {\displaystyle a} i del costat {\displaystyle L} del dodecàgon, 
{\displaystyle A={\frac {P\cdot a}{2}}={\frac {12\cdot L\cdot a}{2}}=6\cdot L\cdot a}
També, en funció d'únicament l'apotema {\displaystyle a},
{\displaystyle A=a^{2}\cdot (24-12{\sqrt {3}})}
I, finalment, en funció del radio {\displaystyle r} de la circumferència circumscrita al dodecàgon,
{\displaystyle A=3r^{2}}

### Construcció d'un dodecàgon regular
A continuació es presenta un mètode de construcció del dodecàgon regular amb regle i compàs en 23 passos. Cal tenir en compte que entre els passos 8 i 11 no es modifica l'obertura del compàs.